# Вюрцбург
Вю́рцбург (або Вю́рцбурґ, нім. Würzburg) — місто на півдні Німеччини, на північному заході землі Баварія. Є адміністративним центром регіону Нижня Франконія.
Населення 135 212 мешканців (станом на 31 грудня 2007 року).

## Географія
Місто розміщене на берегах річки Майн.

### Поділ міста
У Вюрцбурґу є 13 міських районів (за кількістю населення):
- Гайдінґсфельд (10 429)
- Гойхельгоф (9 903)
- Ґромбюль (8 723)
- Дюррбахталь (6 019)
- Лєнґфельд (10 605)
- Лїндлайнсмюле (4 899)
- Роттенбауер (3 989)
- Сандерау (13 709)
- Старе Місто (18 145)
- Целлєрау (11 675)
- Ферсбах (6 754)
- Фрауенлянд (17 469)
- Штайнбахталь (4 589)

## Історія
Під час археологічних розкопок в місті, були знайдені сліди кельтських будівель приблизно 1000 року до нашої ери.
Перші документальні свідчення про місто датуються 704 роком.
- 741: утворено Вюрцбурзьке єпископство, яке існує й понині.
- 1127: перший лицарський турнір на німецьких землях.
- 1156: весілля Фрідріха I Барбаросси з Беатрікс Бургундською.
- 1168: єпископ Герольд отримує від Фрідріха I Барбаросси титул герцога.
- 1402: заснований Вюрцбурзький університет.
- 1427: закритий Вюрцбурзький університет, вналідок вбивства ректора.[8]
- 1582: повторне відкриття Вюрцбурзького університету
- 1626—1630: Вюрцбург — столиця полювання на відьом. Було спалено близько 900 відьом.
- 1720—1744: Будівництво Вюрцбурзької резиденції єпископа, включеної в Список Світової спадщини ЮНЕСКО.
- 1817: Вюрцбург стає столицею Баварської області Нижня Франконія.
- 1892: Відкрито першу лінію Вюрцбурзького трамваю.
- 1895: Вільгельм Конрад Рентген відкриває названі його іменем промені.
- 16 березня 1945: місто практично вщент зруйноване під час нальоту британської авіації.

## Визначні пам'ятки
Символом міста є фортеця Марієнберг, яка розташована на західному березі Майна. Фортеця зі Старим містом з'єднується Старим мостом через Майн (нім. Alte Mainbrücke).

## Відомі особистості

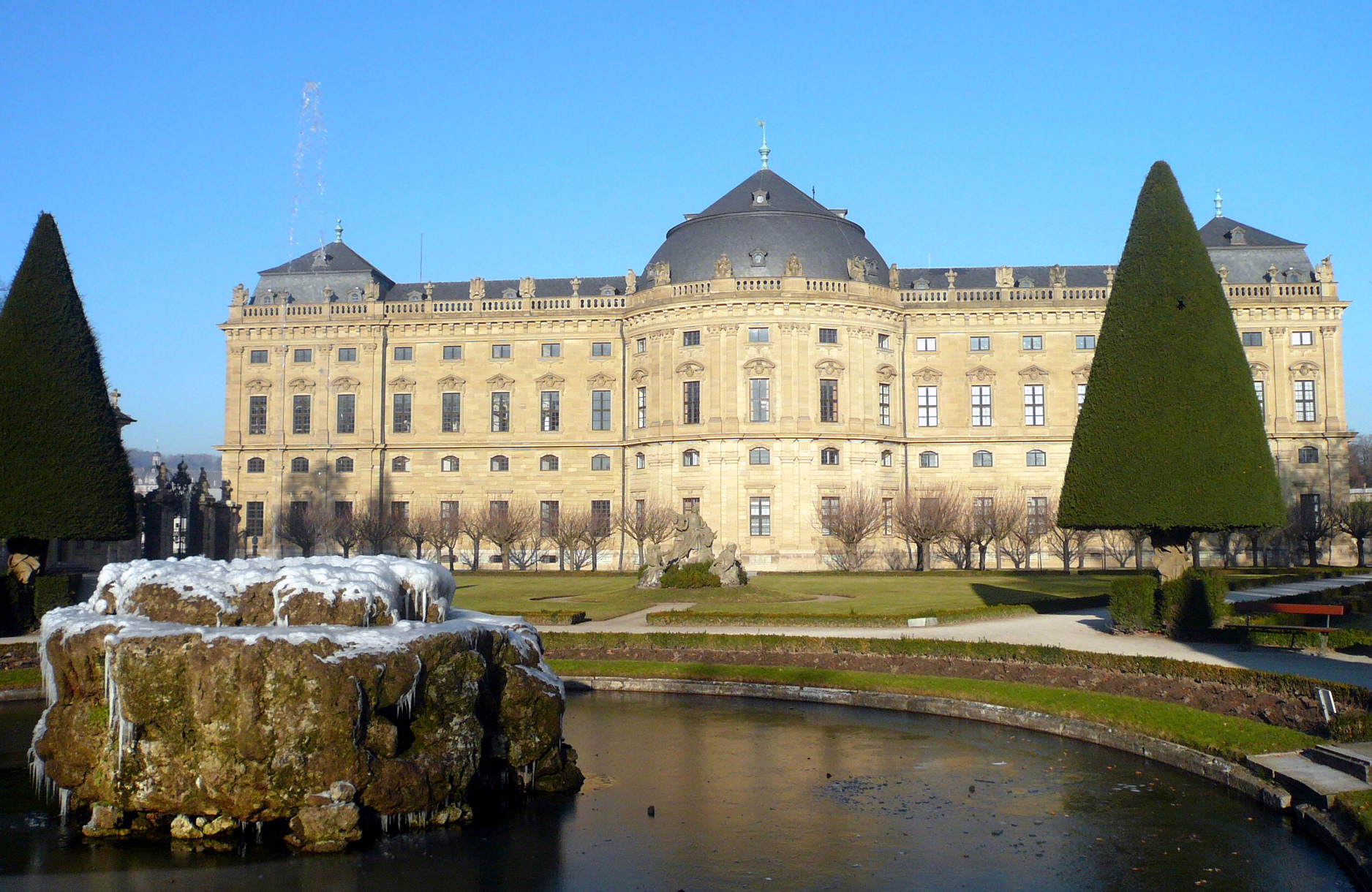
Вюрцбурзька резиденція курфюрстів.

- Леопольд I (940—994) — перший маркграф Австрії (976—994) з династії Бабенбергів
- Святий Кіліан — перший єпископ Вюрцбурга. Похований в Вюрцбурзькому соборі.
- Вальтер фон дер Фогельвейде — знаменитий мінезингер, похований в Вюрцбурзі (могила збереглась). Очевидно недалеко від міста знаходився його лен, де поет і провів свої останні роки.
- Ганс Бьом — пастух і харизматичний проповідник, засуджений і спалений на вогнищі в Вюрцбурзі за єресь.
- Тільман Ріменшнайдер — видатний німецький скульптор епохи пізньої готики, працював у Вюрцбурзі.
- Юліус Ехтер — князь-єпископ Вюрцбурга, організатор будівництва в місті, засновник Вюрцбурзького університету і Юліанського госпіталю.
- Бальтазар Нейман — видатний архітектор епохи рококо, автор Вюрцбурзької резиденції.
- Джованні Баттіста Тьєполо — видатний італійський художник епохи рококо. Фрески Вюрцбурзької резиденції — його найкраща робота.
- Філіпп Франц фон Зібольд — природознавець, один з перших європейських дослідників Японії. У Вюрцбурзі є Зібольдовський музей.
- Готтліб Август Герріх-Шеффер — ентомолог, навчався в Вюрцбурзі.
- Луітпольд Баварський — принц-регент Баварії (1886—1912), народився у Вюрцбурзькій резиденції.
- Вільгельм Конрад Рентген — видатний фізик, відкрив X-промені (рентгенівські промені) у Вюрцбурзькому університеті;
- Альберт Адамкевич — медик.
- Альфред Йодль — начальник штабу оперативного керівництва Верховного командування Вермахту в Другій Світовій війні, страчений за вироком Нюрнберзького процесу
- Франц Гальдер — начальник штабу сухопутних військ Вермахту в Другій Світовій війні.
- Вернер Карл Гейзенберг — видатний фізик.
- Ієгуда Аміхай (Людвіг Пфайфер) — ізраїльський поет.
- Вальтрауд Маєр — оперна співачка.
- Дірк Новіцкі — баскетболіст.
- Пол Панцер — американський актор німого кіно німецького походження.
- Емі Рьодер — німецька скульпторка та художниця-експресіоністка.

## Міста-побратими
- Брей (англ. Bray, ірл. Bré), Ірландія
- Данді (англ. Dundee, шотл. гел. Dùn Dèagh), Шотландія
- Зуль (нім. Suhl), Німеччина
- Кан (фр. Caen), Франція
- Мванза (англ. Mwanza), Танзанія
- Оцу (яп. 大津市), Японія
- Рочестер (англ. Rochester), штат Нью-Йорк, США
- Саламанка (ісп. Salamanca), Іспанія
- Умео (швед. Umeå), Швеція
- Ферболь (англ. Faribault), штат Міннесота, США
- Трутнов (чеськ. Trutnov, нім. Tratenau), Чехія
- Львів, Україна